# Sarah Chalke
Sarah Louise Christine Chalke (ur. 27 sierpnia 1976 w Ottawie, Kanada) – kanadyjska aktorka, występowała w roli dr Elliot Reid w serialu komediowym Hoży doktorzy oraz roli Becky Conner-Healy w serialu telewizyjnym Roseanne.

## Życiorys
Sarah Chalke jest jedną z trójki dzieci państwa Doug i Angie Chalke. Ma jedną starszą siostrę Natashę i jedną młodszą – Piper. Rodzina wcześnie przeniosła się do Vancouver, gdzie Sarah zaczęła pierwsze występy. Zaczynała w wieku 8 lat w lokalnym teatrze muzycznym w Vancouver, gdzie szkoliła swój warsztat aktorski. Debiutowała w filmie City Boy (1992). Rok później podjęła się roli Becky Conner-Healy w serialu telewizyjnym Roseanne. Skończyła liceum w czerwcu 1994 roku.
Jest wolontariuszką w szpitalu dla dzieci śmiertelnie chorych z ramienia fundacji „Audrey Hepburn Children's Fund”. Jej matka jest z pochodzenia Niemką. Mówi płynnie po niemiecku i francusku. W grudniu 2006 roku zaręczyła się z Jaime Afifim, z zawodu prawnikiem. Mają razem synka, Charlie Rhodes Afifi, urodzonego 24 grudnia 2009. Jej główne zainteresowania to żeglarstwo, narty (jest instruktorką), muzyka i taniec oraz kuchnia tajska i sushi. Jest wegetarianką.
Sarah otrzymała pełnoprawne obywatelstwo USA w kwietniu 2008 roku.
W 1999 roku wzięła udział w ceremonii wręczania nagród CCMA i prezentowała nagrodzonych w kategorii Najlepszy Singiel Roku („The Best Single Of The Year”).

## Filmografia

### Filmy
- 1992: City Boy jako Angelica
- 1993: Na krawędzi (Woman on the Ledge) jako Elizabeth
- 1993: Relentless: Mind of a Killer jako Carrie
- 1994: Obsesja (Beyond Obsession) jako Laura Sawyer
- 1994: Ernest idzie do szkoły (Ernest Goes to School) jako Maisy
- 1996: Robin z Locksley (Robin of Locksley) jako Marion Fitzwater
- 1996: Stand Against Fear jako Krista Wilson
- 1996: Piknik ze śmiercią (Dead Ahead) jako Heather Loch
- 1997: Wszystko dla mojej córki (A Child's Wish) jako Melinda Chandler
- 1997: Za cenę śmierci (Dying to Belong) jako Drea Davenport
- 1997: Zabójca naszej matki (Daughters) jako Annie Morrell
- 1998: Czekałam na ciebie (I've Been Waiting for You) jako Sarah Zoltanne
- 1998: Nic dobrego dla kowboja (Nothing Too Good for a Cowboy) jako Gloria McIntosh
- 1999: All Shook Up jako Katy Dudston
- 1999: Rok 2000 (Y2K) jako Myra
- 2000: Kopciuszek (Cinderella) jako Kopciuszek
- 2000: Cinderella: Single Again jako Kopciuszek
- 2000: Spin Cycle jako Tess
- 2001: XCU: Extreme Close Up jako Jane Bennett
- 2001: Zabij mnie później (Kill Me Later) jako Linda
- 2002: Gwiazdka Muppetów (It's a Very Merry Muppet Christmas Movie) jako ona sama
- 2003: Heroes of Comedy: Women on Top jako ona sama
- 2005: Ciasteczko (Cake) jako Jane
- 2005: Cyfrowy flirt (Alchemy) jako Samantha Rose
- 2006: Szminka (Why I Wore Lipstick to My Mastectomy) jako Geralyn Lucas
- 2007: Maminsynek (Mama's Boy) jako Maya
- 2008: Chaos Theory jako Paula Crowe

### Seriale
- 1992: Neon Rider(inne języki) jako Annie (gościnnie)
- 1992: The Odyssey(inne języki) jako agentka od nieruchomości (gościnnie)
- 1992: KidZone jako ona sama
- 1993–1997: Roseanne jako Becky Conner Healy
- 1999: Pierwsza fala (First Wave) jako Chloe Wells (gościnnie)
- 2001–2010: Hoży doktorzy (Scrubs) jako dr Elliot Reid
- 2008–2009, 2014: Jak poznałem waszą matkę (How I Met Your Mother) jako Stella (gościnnie)
- 2009: Scrubs: Interns jako dr Elliot Reid
- 2009: Maneater jako Clarissa Alpert
- 2010: Mad Love jako Kate Swanson
- 2021–2023 Firefly Lane(inne języki) jako Kate Mularkey